# Dave Brailsford
Sir Dave Brailsford (Shardlow, 29 febbraio 1964) è un dirigente sportivo britannico, dal 2010 al 2022 general manager della squadra ciclistica professionistica Sky/Ineos.